# Sergio Javier Arias
Sergio Javier Arias Delgado (Los Mochis, Sinaloa, 27 de febrero de 1988) es un exfutbolista mexicano que juega como portero. Ocupa el cargo de entrenador de porteros en club Cafessa Jalisco de la liga premier de México.

## Trayectoria
Arias había venido jugando con la escuadra de las Chivas desde las divisiones inferiores, en el año 2006 se le dio la oportunidad de debutar con el Tapatio. Así mismo fue inscrito como tercer portero del equipo de primera división, pero no recibió la oportunidad de debutar en primera división. En junio de 2007 pasa a préstamo a las filas de Dorados de Sinaloa.
Fue el arquero titular de la Selección mexicana Sub-17 en el mundial de la especialidad en Perú en el 2005, resultando Campeón de dicho torneo. Recibiría solo 3 goles en 6 partidos.
Participó en los Juegos Panamericanos de 2007 siendo el guardameta titular y obteniendo la medalla de Bronce con el equipo mexicano, quien cayó con Jamaica en penales en la semifinal lo que hizo que el Tricolor jugara el juego por el tercer lugar ante Bolivia, ganando 1-0.
En junio de 2009 se da la noticia que Sergio Arias termina el préstamo con el Club Dorados de Sinaloa y regresa a Club Deportivo Guadalajara, y estos deciden enviarlo a Filiales del Club Deportivo Guadalajara para ser exactos a la 2.ª División.
Para el torneo Clausura 2012 pasa a jugar con los Freseros del Irapuato, en la Liga de Ascenso de México.
En el draft realizado el 6 de junio pasó a jugar con el nuevo equipo de Alebrijes de Oaxaca en el Ascenso MX para el Apertura 2013. 
Después pasaría a jugar con el Mérida F.C., en 2015 con Lobos BUAP y luego con Cimarrones de Sonora.
Actualmente se desempeña como utilero, en el Club Deportivo Cafessa de la Segunda División de México.

## Clubes
| Club                       | País   | Año         |
| -------------------------- | ------ | ----------- |
| Club Deportivo Tapatio     | México | 2006 - 2007 |
| Dorados de Sinaloa         | México | 2007 - 2009 |
| Club Deportivo Guadalajara | México | 2009 - 2012 |
| Club Deportivo Irapuato    | México | 2012        |
| Alebrijes de Oaxaca        | México | 2013 - 2014 |
| Deportivo Tepic            | México | 2014 - 2015 |
| Mérida F.C.                | México | 2015        |
| Lobos BUAP                 | México | 2015        |
| Cimarrones de Sonora       | México | 2016 - 2017 |

## Palmarés

### Campeonatos internacionales
| Título                        | Equipo                               | Sede | Año  |
| ----------------------------- | ------------------------------------ | ---- | ---- |
| Copa Mundial de Fútbol Sub-17 | Selección de fútbol sub-17 de México | Perú | 2005 |